# Janthura abyssicola
Janthura abyssicola là một loài chân đều trong họ Janiridae. Loài này được Wolff miêu tả khoa học năm 1962.